# Síran amonný
Síran amonný (NH4)2SO4 je anorganická sůl s širokou škálou použití. Nejčastěji se využívá jako hnojivo. Obsahuje 21 % dusíku ve formě amonného kationtu a 24 % síry ve formě síranového aniontu. Ve hnojivech snižuje pH půdy. V přírodě se nachází v podobě minerálu mascagnitu.